# Ectropothecium plumosum
Ectropothecium plumosum är en bladmossart som beskrevs av Hugh Neville Dixon 1943. Ectropothecium plumosum ingår i släktet Ectropothecium och familjen Hypnaceae. Inga underarter finns listade i Catalogue of Life.